# Championnat du monde de Formule 1 1969
Navigation
1968 1970
Le championnat du monde de Formule 1 1969 a été remporté par le Britannique Jackie Stewart sur une Matra-Ford. Matra remporte le championnat du monde des constructeurs.

## Règlement sportif
- L'attribution des points s'effectue selon le barème 9, 6, 4, 3, 2, 1.
- Seuls les cinq meilleurs résultats des six premières manches et les quatre meilleurs résultats des cinq dernières manches sont retenus.

## Règlement technique
- Moteurs atmosphériques : 3 000 cm³
- Moteurs suralimentés : 1 500 cm3

## Principaux engagés
- Championne du monde en titre, Lotus reste fidèle au modèle 49 décliné en évolution B. Pour épauler Graham Hill, Colin Chapman fait appel à l'Autrichien Jochen Rindt en lieu et place de Jackie Oliver.
- Principale concurrente de Lotus en 1968 pour ses débuts en Formule 1, Matra a décidé de changer sa stratégie pour 1969. L'équipe Matra-Matra est mise en sommeil en raison des difficultés de mise au point du moteur V12 et tous les efforts sont concentrés sur la branche britannique, Matra International, dirigée par Ken Tyrrell et utilisant le V8 Cosworth, passée très proche de l'exploit l'année précédente. Jackie Stewart est accompagné par Jean-Pierre Beltoise.
- Après Lotus, McLaren et Matra, une quatrième équipe, Brabham, se tourne vers le moteur Cosworth et abandonne le moteur Repco après la calamiteuse saison 1968. Pour compenser le départ de Jochen Rindt, Jack Brabham se tourne vers le belge Jacky Ickx, souvent à son avantage l'année précédente chez Ferrari.

Liste complète des écuries et pilotes ayant couru dans le championnat 1969 de Formule 1 organisé par la FIA.
| Écurie                                                | Constructeur   | Châssis        | Moteur                                          | Pneus | Pilotes              | Courses      |
| ----------------------------------------------------- | -------------- | -------------- | ----------------------------------------------- | ----- | -------------------- | ------------ |
| Gold Leaf Team Lotus                                  | Lotus          | 49B 63         | Ford Cosworth DFV 3.0 V8                        | F     | Graham Hill          | 1-10         |
| Gold Leaf Team Lotus                                  | Lotus          | 49B 63         | Ford Cosworth DFV 3.0 V8                        | F     | Jochen Rindt         | 1-2, 4-11    |
| Gold Leaf Team Lotus                                  | Lotus          | 49B 63         | Ford Cosworth DFV 3.0 V8                        | F     | Mario Andretti       | 1, 7, 10     |
| Gold Leaf Team Lotus                                  | Lotus          | 49B 63         | Ford Cosworth DFV 3.0 V8                        | F     | Richard Attwood      | 3            |
| Gold Leaf Team Lotus                                  | Lotus          | 49B 63         | Ford Cosworth DFV 3.0 V8                        | F     | John Miles           | 5-6, 8-9, 11 |
| Rob Walker/Jack Durlacher Racing Team                 | Lotus          | 49B            | Ford Cosworth DFV 3.0 V8                        | F     | Joseph Siffert       | Toutes       |
| Bruce McLaren Motor Racing                            | McLaren        | M7A M7C M9A    | Ford Cosworth DFV 3.0 V8                        | G     | Denny Hulme          | Toutes       |
| Bruce McLaren Motor Racing                            | McLaren        | M7A M7C M9A    | Ford Cosworth DFV 3.0 V8                        | G     | Bruce McLaren        | Toutes       |
| Bruce McLaren Motor Racing                            | McLaren        | M7A M7C M9A    | Ford Cosworth DFV 3.0 V8                        | G     | Derek Bell           | 6            |
| Matra International (Tyrrell Racing)                  | Matra          | MS10 MS80 MS84 | Ford Cosworth DFV 3.0 V8                        | D     | Jackie Stewart       | Toutes       |
| Matra International (Tyrrell Racing)                  | Matra          | MS10 MS80 MS84 | Ford Cosworth DFV 3.0 V8                        | D     | Jean-Pierre Beltoise | Toutes       |
| Matra International (Tyrrell Racing)                  | Matra          | MS10 MS80 MS84 | Ford Cosworth DFV 3.0 V8                        | D     | Johnny Servoz-Gavin  | 9-11         |
| Matra International (Tyrrell Racing)                  | Matra          | MS7            | Ford Cosworth FVA 1.6 L4                        | D     | Johnny Servoz-Gavin  | 7            |
| Scuderia Ferrari SpA SEFAC North American Racing Team | Ferrari        | 312            | Ferrari 255C 3.0 V12                            | F     | Chris Amon           | 1-6          |
| Scuderia Ferrari SpA SEFAC North American Racing Team | Ferrari        | 312            | Ferrari 255C 3.0 V12                            | F     | Pedro Rodríguez      | 6, 8-11      |
| Scuderia Ferrari SpA SEFAC North American Racing Team | Ferrari        | 312            | Ferrari 255C 3.0 V12                            | F     | Ernesto Brambilla    | 8            |
| Owen Racing Organisation                              | BRM            | P138 P133 P139 | BRM P142 3.0 V12                                | D     | John Surtees         | 1-4, 6-11    |
| Owen Racing Organisation                              | BRM            | P138 P133 P139 | BRM P142 3.0 V12                                | D     | Jackie Oliver        | 1-4, 6-11    |
| Owen Racing Organisation                              | BRM            | P138 P133 P139 | BRM P142 3.0 V12                                | D     | Bill Brack           | 9            |
| Owen Racing Organisation                              | BRM            | P138 P133 P139 | BRM P142 3.0 V12                                | D     | George Eaton         | 10-11        |
| Reg Parnell Racing                                    | BRM            | P126           | BRM P142 3.0 V12                                | G     | Pedro Rodríguez      | 1-3          |
| Motor Racing Developments Ltd                         | Brabham        | BT26A BT26     | Ford Cosworth DFV 3.0 V8                        | G     | Jack Brabham         | 1-4, 8-11    |
| Motor Racing Developments Ltd                         | Brabham        | BT26A BT26     | Ford Cosworth DFV 3.0 V8                        | G     | Jacky Ickx           | Toutes       |
| Team Gunston                                          | Lotus Brabham  | 49 BT24        | Ford Cosworth DFV 3.0 V8 Repco 620 3.0 V8       | D F   | John Love            | 1            |
| Team Gunston                                          | Lotus Brabham  | 49 BT24        | Ford Cosworth DFV 3.0 V8 Repco 620 3.0 V8       | D F   | Sam Tingle           | 1            |
| Team Lawson                                           | McLaren        | M7A            | Ford Cosworth DFV 3.0 V8                        | D     | Basil van Rooyen     | 1            |
| Jack Holme                                            | Brabham        | BT20           | Repco 620 3.0 V8                                | G     | Peter de Klerk       | 1            |
| Frank Williams Racing Cars                            | Brabham        | BT26A          | Ford Cosworth DFV 3.0 V8                        | D     | Piers Courage        | 2-11         |
| Frank Williams Racing Cars                            | Brabham        | BT30           | Ford Cosworth FVA 1.6 L4                        | D     | Richard Attwood      | 7            |
| Antique Automobiles                                   | Cooper McLaren | T86B M7B       | Maserati 10/F1 3.0 V12 Ford Cosworth DFV 3.0 V8 | G     | Vic Elford           | 3-7          |
| Silvio Moser Racing Team                              | Brabham        | BT24           | Ford Cosworth DFV 3.0 V8                        | G     | Silvio Moser         | 3-5, 8-11    |
| Ecurie Bonnier                                        | Lotus          | 63 49B         | Ford Cosworth DFV 3.0 V8                        | F     | Joakim Bonnier       | 6-7          |
| Ahrens Racing Team                                    | Brabham        | BT30           | Ford Cosworth FVA 1.6 L4                        | D     | Kurt Ahrens          | 7            |
| Roy Winkelmann Racing                                 | Lotus          | 59B            | Ford Cosworth FVA 1.6 L4                        | F     | Hans Herrmann        | 7            |
| Roy Winkelmann Racing                                 | Lotus          | 59B            | Ford Cosworth FVA 1.6 L4                        | F     | Rolf Stommelen       | 7            |
| Bayerische Motoren Werke AG                           | BMW            | 269            | BMW M12/1 1.6 L4                                | D     | Hubert Hahne         | 7            |
| Bayerische Motoren Werke AG                           | BMW            | 269            | BMW M12/1 1.6 L4                                | D     | Gerhard Mitter       | 7            |
| Bayerische Motoren Werke AG                           | BMW            | 269            | BMW M12/1 1.6 L4                                | D     | Dieter Quester       | 7            |
| Matra Sports                                          | Matra          | MS7            | Ford Cosworth FVA 1.6 L4                        | D     | Henri Pescarolo      | 7            |
| Tecno Racing Team                                     | Tecno          | TF69           | Ford Cosworth FVA 1.6 L4                        | D     | François Cevert      | 7            |
| Squadra Tartaruga                                     | Brabham        | BT23C          | Ford Cosworth FVA 1.6 L4                        | F     | Xavier Perrot        | 7            |
| Felday Engineering Ltd                                | Brabham        | BT30           | Ford Cosworth FVA 1.6 L4                        | F     | Peter Westbury       | 7            |
| Pete Lovely Volkswagen Inc.                           | Lotus          | 49B            | Ford Cosworth DFV 3.0 V8                        | F     | Pete Lovely          | 9-11         |
| Paul Seitz                                            | Brabham        | BT23B          | Climax FPF 2.8 L4                               | D     | John Cordts          | 9            |
| John Maryon                                           | Eagle          | T1F            | Climax FPF 2.8 L4                               | F     | Al Pease             | 9            |

- Les écuries et pilotes sur fond rose ont participé au Grand Prix d'Allemagne en catégorie F2.

## Résumé du championnat du monde 1969
Jackie Stewart commence le championnat par deux victoires consécutives en Afrique du Sud et en Espagne. Autant sa victoire à Kyalami était le résultat d'une implacable domination, son succès en Catalogne doit beaucoup aux malheurs de ses adversaires notamment des pilotes Lotus, victimes chacun leur tour au même endroit du circuit d'une sortie de piste à haute vitesse à la suite de la rupture de leurs ailerons. Le plus durement touché fut Rindt, blessé au visage après s'être encastré sur l'épave de son coéquipier. À la suite de cet accident, les casques intégraux se généralisent progressivement sur les grilles de départ. Le règlement est modifié pour les ailerons, désormais bien plus bas, montés sur biellettes et réglables en inclinaison seulement.
À Monaco, sur un circuit qui lui a souvent réussi, et dans un week-end marqué par la décision de la CSI d'interdire sans préavis les ailerons hauts directement accrochés aux suspensions (ils reviendront vite mais avec des dimensions plus modestes), Graham Hill décroche sa cinquième victoire en Principauté qui, conjuguée à l'abandon de Stewart, lui permet de se rapprocher du pilote écossais au championnat.
De retour à la compétition, Rindt domine le Grand Prix de Hollande devant son coéquipier Hill mais les deux pilotes Lotus doivent abandonner et concèdent une nouvelle victoire à Jackie Stewart. En France, la quatrième victoire de la saison du pilote écossais ne devra rien à personne si ce n'est aux qualités de sa Matra comme le prouve Beltoise, deuxième. Puis, à Silverstone, à l'issue d'un duel au sommet avec Rindt, Stewart remporte une cinquième victoire. À la mi-saison, il compte ainsi une confortable avance de 28 points sur son dauphin Bruce McLaren, très régulier depuis le début de saison.
Au Nürburgring, Stewart sauve une seconde place précieuse dans le cadre du championnat mais, handicapé par des soucis de transmission, ne peut rien faire pour enrayer la domination de Jacky Ickx. En Italie, au terme d'une course d'aspiration, Stewart s'impose d'un souffle devant Rindt et décroche son premier titre mondial alors qu'il reste encore trois manches.
Facilement victorieux au Canada, Ickx prend du même coup une sérieuse option sur le titre de vice-champion du monde. À Watkins Glen, Rindt remporte sa première victoire en Formule 1, victoire longtemps attendue pour l'Autrichien et en forme de passation de pouvoir chez Lotus, puisque ce même jour, le champion du monde en titre Graham Hill est victime d'un grave accident qui met un terme prématuré à sa saison. La manche finale de la saison est remportée par Denny Hulme.
Le Grand Prix de Belgique à Spa-Francorchamps est boycotté par les pilotes après qu'une inspection générale du circuit par Jackie Stewart a montré les dangers de la piste. L'association des pilotes demande alors des modifications au circuit, mais le propriétaire ne veut pas payer. La course est donc finalement annulée. Le Grand Prix de Belgique fait son retour en 1970, après la pose de barrières de protection sur le bord de la piste.
La saison 1969 sert de toile de fond au film de James Reed Dans l'enfer de Monza.

## Grands Prix de la saison 1969
| no  | Date         | Grand Prix                    | Lieu              | Vainqueur         | Écurie            | Pole position     | Record du tour       | Résumé            |
| --- | ------------ | ----------------------------- | ----------------- | ----------------- | ----------------- | ----------------- | -------------------- | ----------------- |
| 174 | 1er mars     | Grand Prix d'Afrique du Sud   | Kyalami           | Jackie Stewart    | Matra-Ford        | Jack Brabham      | Jackie Stewart       | Résumé            |
| 175 | 4 mai        | Grand Prix d'Espagne          | Montjuïc          | Jackie Stewart    | Matra-Ford        | Jochen Rindt      | Jochen Rindt         | Résumé            |
| 176 | 18 mai       | Grand Prix de Monaco          | Monaco            | Graham Hill       | Lotus-Ford        | Jackie Stewart    | Jackie Stewart       | Résumé            |
| -   | 8 juin       | Grand Prix de Belgique        | Spa-Francorchamps | Grand Prix annulé | Grand Prix annulé | Grand Prix annulé | Grand Prix annulé    | Grand Prix annulé |
| 177 | 21 juin      | Grand Prix des Pays-Bas       | Zandvoort         | Jackie Stewart    | Matra-Ford        | Jochen Rindt      | Jackie Stewart       | Résumé            |
| 178 | 6 juillet    | Grand Prix de France          | Charade           | Jackie Stewart    | Matra-Ford        | Jackie Stewart    | Jackie Stewart       | Résumé            |
| 179 | 19 juillet   | Grand Prix de Grande-Bretagne | Silverstone       | Jackie Stewart    | Matra-Ford        | Jochen Rindt      | Jackie Stewart       | Résumé            |
| 180 | 3 août       | Grand Prix d'Allemagne        | Nürburgring       | Jacky Ickx        | Brabham-Ford      | Jacky Ickx        | Jacky Ickx           | Résumé            |
| 181 | 7 septembre  | Grand Prix d'Italie           | Monza             | Jackie Stewart    | Matra-Ford        | Jochen Rindt      | Jean-Pierre Beltoise | Résumé            |
| 182 | 20 septembre | Grand Prix du Canada          | Mosport           | Jacky Ickx        | Brabham-Ford      | Jacky Ickx        | Jacky Ickx           | Résumé            |
| 183 | 5 octobre    | Grand Prix des États-Unis     | Watkins Glen      | Jochen Rindt      | Lotus-Ford        | Jochen Rindt      | Jochen Rindt         | Résumé            |
| 184 | 19 octobre   | Grand Prix du Mexique         | Mexico            | Denny Hulme       | McLaren-Ford      | Jack Brabham      | Jacky Ickx           | Résumé            |

| Date     | Grand Prix                                  | Lieu         | Vainqueur      | Écurie         | Pole position  | Record du tour | Résumé |
| -------- | ------------------------------------------- | ------------ | -------------- | -------------- | -------------- | -------------- | ------ |
| 16 mars  | IV Race of Champions                        | Brands Hatch | Jackie Stewart | Matra-Ford     | Graham Hill    | Jochen Rindt   | Résumé |
| 30 mars  | XXI BRDC Daily Express International Trophy | Silverstone  | Jack Brabham   | Brabham-Ford   | Jackie Stewart | Jochen Rindt   | Résumé |
| 13 avril | I Grande Premio de Madrid                   | Jarama       | Keith Holland  | Lola-Chevrolet | Peter Gethin   | Tony Dean      | Résumé |
| 16 août  | XVI International Gold Cup                  | Oulton Park  | Jacky Ickx     | Brabham-Ford   | Jackie Stewart | Jackie Stewart | Résumé |

## Classement des pilotes
| Classement | Pilote               | Pays             | Voiture      | Nombre de points |
| ---------- | -------------------- | ---------------- | ------------ | ---------------- |
| 1er        | Jackie Stewart       | Royaume-Uni      | Matra-Ford   | 63               |
| 2e         | Jacky Ickx           | Belgique         | Brabham-Ford | 37               |
| 3e         | Bruce McLaren        | Nouvelle-Zélande | McLaren-Ford | 26               |
| 4e         | Jochen Rindt         | Autriche         | Lotus-Ford   | 22               |
| 5e         | Jean-Pierre Beltoise | France           | Matra-Ford   | 21               |
| 6e         | Denny Hulme          | Nouvelle-Zélande | McLaren-Ford | 20               |
| 7e         | Graham Hill          | Royaume-Uni      | Lotus-Ford   | 19               |
| 8e         | Piers Courage        | Royaume-Uni      | Brabham-Ford | 16               |
| 9e         | Joseph Siffert       | Suisse           | Lotus-Ford   | 15               |
| 10e        | Jack Brabham         | Australie        | Brabham-Ford | 14               |
| 11e        | John Surtees         | Royaume-Uni      | BRM          | 6                |
| 12e        | Chris Amon           | Nouvelle-Zélande | Ferrari      | 4                |
| 13e        | Richard Attwood      | Royaume-Uni      | Lotus-Ford   | 3                |
| 14e        | Vic Elford           | Royaume-Uni      | McLaren-Ford | 3                |
| 15e        | Pedro Rodríguez      | Mexique          | Ferrari      | 3                |
| 16e        | Silvio Moser         | Suisse           | Brabham-Ford | 1                |
| 17e        | Jackie Oliver        | Royaume-Uni      | BRM          | 1                |
| 18e        | Johnny Servoz-Gavin  | France           | Matra-Ford   | 1                |

## Classement des constructeurs
| Classement | Pays        | Constructeur | Nombre de points |
| ---------- | ----------- | ------------ | ---------------- |
| 1er        | France      | Matra        | 66 (68)          |
| 2e         | Royaume-Uni | Brabham      | 49 (51)          |
| 3e         | Royaume-Uni | Lotus        | 47               |
| 4e         | Royaume-Uni | McLaren      | 38 (40)          |
| 5e         | Royaume-Uni | BRM          | 7                |
| 6e         | Italie      | Ferrari      | 7                |

## Liste des Grands Prix disputés cette saison ne comptant pas pour le championnat du monde de Formule 1
| Nom                           | Circuit      | Date     | Vainqueur      | Constructeur     |
| ----------------------------- | ------------ | -------- | -------------- | ---------------- |
| IV Race of Champions          | Brands Hatch | 16 mars  | Jackie Stewart | Matra-Cosworth   |
| XXI BRDC International Trophy | Silverstone  | 30 mars  | Jack Brabham   | Brabham-Cosworth |
| Grand Prix de Madrid          | Jarama       | 13 avril | Keith Holland  | Lola-Chevrolet   |
| XVI International Gold Cup    | Oulton Park  | 16 août  | Jacky Ickx     | Brabham-Cosworth |